# Richard J. Tonry
Richard Joseph Tonry (* 30. September 1893 in Brooklyn, New York; † 17. Januar 1971 ebenda) war ein US-amerikanischer Politiker. Zwischen 1935 und 1937 vertrat er den Bundesstaat New York im US-Repräsentantenhaus.

## Werdegang
Richard Joseph Tonry während der World’s Columbian Exposition in der damals noch eigenständigen Stadt Brooklyn geboren und wuchs dort auf. In der folgenden Zeit besuchte er öffentliche Schulen in Brooklyn, die Randolph Military Academy in Montclair (New Jersey) und das Pratt Institute in Brooklyn. Während des Ersten Weltkrieges verpflichtete er sich 1917 als Sergeant im United States Marine Corps und diente dort bis zu seiner Entlassung im Jahr 1921. Danach ging er 1921 Immobilien- und Versicherungsmaklergeschäften nach. Zwischen 1922 und 1929 saß er in der New York State Assembly. Dann war er zwischen 1930 und 1934 Mitglied im Board of Aldermen von New York City. Politisch gehörte er der Demokratischen Partei an.
Bei den Kongresswahlen des Jahres 1934 für den 74. Kongress wurde Tonry im achten Wahlbezirk von New York in das US-Repräsentantenhaus in Washington, D.C. gewählt, wo er am 4. Januar 1935 die Nachfolge von Patrick J. Carley antrat. Im Jahr 1936 erlitt er bei seiner Wiederwahlkandidatur eine Niederlage und schied nach dem 3. Januar 1937 aus dem Kongress aus.
Er nahm in den Jahren 1938, 1940, 1942 und 1946 als Delegierter an den Democratic State Conventions teil. Zwischen 1943 und 1946 war er Journal Clerk im US-Repräsentantenhaus. 1947 wurde er zum Commissioner of Appraisal für den Corporation Counsel in New York City ernannt. Ferner ging er wieder Immobilien- und Versicherungsmaklergeschäften nach. Er verstarb am 17. Januar 1971 in Brooklyn und wurde dann auf dem United States Military Cemetery in Long Island beigesetzt.